# Гостиний двір (Новочеркаськ)
Гостиний двір (рос. Гостиный двор) — історична будівля в місті Новочеркаськ, Ростовська область, Росія.
Адреса: Ростовська обл., м. Новочеркаськ, Платовський просп., 59б.

## Історія
Будівля Гостиного двору на Платовском проспекті Новочеркаська являє собою двоповерхову історичну споруду, яка зводилася в XIX столітті. Спочатку на місці кам'яної будівлі Гостиного двору знаходилася дерев'яна будівля також Гостиного двору, покрита тесом. В день заснування Новочеркаська 18 травня 1805 року на площі заклали кам'яний гостиний (торговий) двір. За назвою будівлі прилегла площа також спочатку називалася площею Гостиного двору.
Будинок мав два довгих крила. Наразі збереглося тільки праве крило. Планування і будівництво будівель Гостиного двору здійснював академік архітектури Іван Йосипович Вальпреде. Будівля мала великі розміри і протяжність, із розміщенням безлічі крамниць з товарами різного призначення.
На початку ХХ століття в будівлі працювало чотири кінотеатри: «Бомонд», «Палас», «Вар'єте», «Идэм». Торгові ряди частково згоріли під час Німецько-радянської війни, на їх місці в даний час розмістилося будівлю адміністрації міста.

## Архітектура
Фасади двоповерхових будівель Гостиного двору були виконані у вигляді обхідної галереї з арочними і прямокутними обрамленнями вхідних дверей і вікон. Вальпреде використовував у будівлі мотиви декорування пізнього класицизму й ампіру, зв'язавши воєдино оформлення Гостиного двору і Отаманського палацу. Будівля прикрашена здвоєними пілястрами на торцях кутових ризалітів, має міжповерховий і вінчальний карниз, напівциркульні вікна. Будівля пофарбована в жовтий колір, архітектурні елементи виділені білим кольором.